# Sipos János (újságíró)
Sipos János (Temesvár, 1933. augusztus 11. – Temesvár, 2008. május 27.) temesvári magyar újságíró, író.

## Életútja, munkássága
A temesvári Magyar Vegyes Középiskolában érettségizett (1951), utána munkásként helyezkedett el a temesvári Gépgyárban. Tollforgató „munkástehetségként” az Ady Endre Irodalmi Kör üléseit látogatta. 1958-ban emelték ki a termelésből, s vált Bánát tartomány magyar nyelvű pártlapja, a Szabad Szó ipari rovatának belső munkatársává, ahol nyugdíjazásáig dolgozott. Időközben látogatás nélküli tagozaton (mai szóhasználattal távoktatás keretében) a bukaresti Ştefan Gheorghiu Pártfőiskolán közgazdász oklevelet szerzett. Nyugdíjasként megszervezte és pár éven át vezette a Nyugati Jelen temesvári fiókszerkesztőségét.

## Kötete
- Homokszedők a Böge tükrében; Concord Media, Arad, 2006 (Irodalmi jelen könyvek)